# Thela Hun Ginjeet
Singles de King Crimson
Elephant Talk
(1981) Heartbeat
(1982)
Thela Hun Ginjeet est la cinquième chanson de l'album Discipline, du groupe King Crimson, et qui a donné son nom à un single, paru en 1981. Son nom est une anagramme de la phrase Heat in the jungle ( danger dans la jungle), une référence à l'effervescence  des milieux urbains (le terme heat est un terme signifiant aussi, et, surtout dans le cas qui nous concerne, l'existence du crime et de la violence dans certains milieux).
À un moment de la chanson est audible une histoire vécue par Adrian  Belew . Il raconte la mauvaise expérience qu'il a eue dans les rues de Londres durant laquelle il se frotta accidentellement à des criminels de la rue. Lors des tournées de Discipline et de Beat, Belew improvisait lui-même l'histoire qu'il racontait, mais lors des interprétations plus tardives (comme sur l'album Absent Lovers: Live in Montreal), aucune histoire n'est racontée. Lorsque le double-trio la joue, en revanche, c'est l'enregistrement original, présent sur Discipline, qui est diffusé (voir l'album live VROOOM VROOOM).

## Genèse du morceau
Après avoir été agressé dans la rue, Adrian Belew retourne au studio pour raconter sa mésaventure à Robert Fripp. Le récit a été enregistré alors que Belew s'apprêtait à enregistrer les paroles et c'est ce récit qu'on entend dans le morceau. Le titre du morceau est une anagramme de « heat in the jungle ».

## Reprises
La chanson a été reprise par Les Claypool's Frog Brigade, sur leur album Live Frog Set 1 ; ces musiciens l'ont jouée en concert à plusieurs reprises.

## Titres

### Version 7 pouces
1. Thela Hun Ginjeet (Belew, Bruford, Fripp, Levin)
2. Elephant Talk (Belew, Bruford, Fripp, Levin)

### Version 12 pouces
1. Thela Hun Ginjeet (Belew, Bruford, Fripp, Levin) - 6:26
2. Elephant Talk (Belew, Bruford, Fripp, Levin) - 4:43
3. Indiscipline (Belew, Bruford, Fripp, Levin) - 4:34

## Musiciens
- Robert Fripp : guitare
- Adrian Belew : guitare, chant
- Tony Levin : basse, Chapman Stick, chant
- Bill Bruford : batterie